# Bjergrørhvene
Bjergrørhvene (Calamagrostis epigejos), også skrevet Bjerg-Rørhvene, er en 50-100 cm høj græsart, der vokser på tørre skrænter, strandoverdrev og i skovkanter.

## Beskrivelse
Bjergrørhvene er en flerårig græsart med en tueformet og senere tæppedannende vækst. Bladene er buet overhængende, smalle og ru. Begge bladsider er ensartet grågrønne. Blomstringen sker i juli-august, hvor man finder blomsterne siddende samlet for enden af særlige stængler i store, endestillede toppe med korte sidegrene og mange småaks. De enkelte blomster er ufuldkomne og reducerede. Frugterne er nødder, som er beskyttet af et dækblad med stiv stak.
Rodnettet er kraftigt og dybtgående. Planten danner lange udløbere og hver klon kan dække store arealer.
Højde x bredde og årlig tilvækst: 0,75 x 0,50 m (75 x 50 cm/år), heri dog ikke medregnet skud og blade fra udløberne. Disse mål kan fx bruges til beregning af planteafstande, når arten anvendes som kulturplante.

## Voksested
Arten er udbredt fra Syd- og Centralafrika over Mellemøsten til Centralasien, Sibirien og Østasien samt det meste af Europa. Den er naturaliseret i Nordamerika. I Danmark er den ret almindelig på heder, klitter, strandoverdrev og i lyse krat og skove. Arten er således knyttet til tørre eller let fugtige steder.
I Grøftemosen, som ligger i Gribsø-området findes arten sammen med bl.a.
blåbær, blåtop, skovstjerne, alm. star, tranebær, dunbirk, duskfredløs, engrørhvene, hundehvene, kærsvovlrod, lysesiv, mosebølle, næbstar, smalbladet kæruld, tormentil og tuekæruld

| Portal | Portal:Botanik |

## Note
1. ↑  Skov- og Naturstyrelsen: Udsætningsplan for bævere, del 3